# Inverness Caledonian Thistle Football Club 2015-2016
Questa voce raccoglie le informazioni riguardanti l'Inverness Caledonian Thistle Football Club nelle competizioni ufficiali della stagione 2015-2016.

## Stagione
Nella stagione 2015-2016 l'Inverness Caledonian Thistle ha disputato la Scottish Premiership, massima serie del campionato scozzese di calcio, terminando il torneo al settimo posto con 52 punti conquistati in 38 giornate, frutto di 14 vittorie, 10 pareggi e 14 sconfitte. In Scottish Cup è sceso in campo a partire dal quarto turno, ha raggiunto i quarti di finale, ma è stato eliminato dall'Hibernian dopo la ripetizione della partita. In Scottish League Cup ha raggiunto i quarti di finale, dove è stato eliminato dal Ross County. Avendo vinto la Scottish Cup 2014-2015, ha partecipato alla UEFA Europa League 2015-2016, partendo dal secondo turno preliminare, dove è stato subito eliminato dai rumeni dell'Astra Giurgiu.

## Rosa
| N. |                             | Ruolo | Calciatore              |
| -- | --------------------------- | ----- | ----------------------- |
| 1  | Scozia (bandiera)           | P     | Ryan Esson              |
| 2  | Inghilterra (bandiera)      | D     | David Raven             |
| 3  | Inghilterra (bandiera)      | D     | Carl Tremarco           |
| 4  | Inghilterra (bandiera)      | C     | James Vincent           |
| 5  | Inghilterra (bandiera)      | D     | Gary Warren             |
| 6  | Inghilterra (bandiera)      | D     | Josh Meekings           |
| 7  | Spagna (bandiera)           | A     | Daniel López            |
| 7  | Inghilterra (bandiera)      | C     | Ryan Williams           |
| 8  | Inghilterra (bandiera)      | C     | Ross Draper             |
| 9  | Irlanda (bandiera)          | C     | Richie Foran (capitano) |
| 10 | Irlanda (bandiera)          | C     | Aaron Doran             |
| 11 | Inghilterra (bandiera)      | C     | Jordan Roberts          |
| 12 | Inghilterra (bandiera)      | P     | Dean Brill              |
| 14 | Irlanda del Nord (bandiera) | D     | Daniel Devine           |

| N. |                        | Ruolo | Calciatore           |
| -- | ---------------------- | ----- | -------------------- |
| 15 | Inghilterra (bandiera) | D     | Nathaniel Wedderburn |
| 16 | Inghilterra (bandiera) | C     | Greg Tansey          |
| 17 | Inghilterra (bandiera) | C     | Lewis Horner         |
| 18 | Inghilterra (bandiera) | C     | Alex Fisher          |
| 19 | Inghilterra (bandiera) | C     | Danny Williams       |
| 20 | Scozia (bandiera)      | C     | Liam Polworth        |
| 21 | Inghilterra (bandiera) | C     | Liam Hughes          |
| 24 | Canada (bandiera)      | A     | Calum Ferguson       |
| 25 | Galles (bandiera)      | P     | Owain Fôn Williams   |
| 27 | Scozia (bandiera)      | C     | Iain Vigurs          |
| 28 | Belgio (bandiera)      | C     | Andréa Mbuyi-Mutombo |
| 31 | Scozia (bandiera)      | P     | Cameron Mackay       |
| 39 | Inghilterra (bandiera) | A     | Miles Storey         |

## Risultati

### UEFA Europa League

#### Secondo turno
| Arbitro: | Ken Henry Johnsen |

|  |           |             |
|  | Marcatori | 24’ Budescu |

| Giurgiu 23 luglio 2015, ore 20:00 CEST | Astra Giurgiu | 0 – 0 referto | Inverness | Stadio Marin Anastasovici\| Arbitro: \| Artëm Kučin \| |
| Arbitro:                               | Artëm Kučin   |               |           |                                                        |

## Statistiche

### Statistiche di squadra
| Competizione         | Punti | In casa | In casa | In casa | In casa | In casa | In casa | In trasferta | In trasferta | In trasferta | In trasferta | In trasferta | In trasferta | Totale | Totale | Totale | Totale | Totale | Totale | DR |
| Competizione         | Punti | G       | V       | N       | P       | Gf      | Gs      | G            | V            | N            | P            | Gf           | Gs           | G      | V      | N      | P      | Gf     | Gs     | DR |
| -------------------- | ----- | ------- | ------- | ------- | ------- | ------- | ------- | ------------ | ------------ | ------------ | ------------ | ------------ | ------------ | ------ | ------ | ------ | ------ | ------ | ------ | -- |
| Scottish Premiership | 52    | 19      | 7       | 5       | 7       | 25      | 20      | 19           | 7            | 5            | 7            | 25           | 28           | 38     | 14     | 10     | 14     | 54     | 48     | +6 |
| Scottish Cup         | -     | 2       | 1       | 0       | 1       | 2       | 2       | 3            | 1            | 2            | 0            | 3            | 2            | 5      | 2      | 2      | 1      | 5      | 4      | +1 |
| Scottish League Cup  | -     | 1       | 0       | 0       | 1       | 1       | 2       | 1            | 1            | 0            | 0            | 2            | 0            | 2      | 1      | 0      | 1      | 3      | 2      | +1 |
| UEFA Europa League   | -     | 1       | 0       | 0       | 1       | 0       | 1       | 1            | 0            | 1            | 0            | 0            | 0            | 2      | 0      | 1      | 1      | 0      | 1      | -1 |
| Totale               | -     | 23      | 8       | 5       | 10      | 28      | 25      | 24           | 9            | 8            | 7            | 30           | 30           | 47     | 17     | 13     | 17     | 62     | 55     | +7 |